# Jadwiżyn, Hạt Drawsko
Jadwiżyn [jadˈviʐɨn] (tiếng Đức: Charlottenhof) là một khu định cư ở khu hành chính của Gmina Złocieniec, thuộc quận Drawsko, West Pomeranian Voivodeship, ở phía tây bắc Ba Lan. Nó nằm khoảng 13 kilômét (8 mi) phía đông bắc Złocieniec, 24 km (15 mi) về phía đông bắc của Drawsko Pomorskie và 105 km (65 mi) về phía đông của thủ đô khu vực Szczecin.
Trước năm 1945, khu vực này là một phần của Đức. Đối với lịch sử của khu vực, xem Lịch sử của Pomerania.